# Мандич Олександра Валеріївна
Мандич Олександра Валеріївна (нар. 20 січня 1985) — професор, доктор економічних наук, професор кафедри фінансів, банківської справи та страхування Державного біотехнологічного університету.

## Біографія
Олександра Валеріївна народилася 20 січня 1985 року в м. Харків.
У 2006 році закінчила Харківський національний технічний університет сільського господарства імені Петра Василенка за спеціальністю «Менеджмент організації».
З 2006 по 2011 роки асистент кафедри економіки та маркетингу Харківського національного технічного університету сільського господарства імені Петра Василенка.
У 2011 році захистила кандидатську дисертацію.
З 2011 по 2018 роки доцент кафедри економіки та маркетингу.
У 2017 році захистила докторську дисертацію.
У 2018 році закінчила Харківський національний технічний університет сільського господарства імені Петра Василенка за спеціальністю «Галузеве машинобудування».
З 2018 по 2019 роки професор кафедри економіки та маркетингу.
У 2019 році закінчила Харківський національний технічний університет сільського господарства імені Петра Василенка за спеціальністю «Право».
З 2019 по 2021 роки працювала на посаді завідуючої кафедри маркетингу та медіакомунікацій Харківського національного технічного університету сільського господарства імені Петра Василенка.
З 2021 по 2023 роки професор кафедри маркетингу та медіакомунікацій Державного біотехнологічного університету.
З 2023 по теперішній час працює професором кафедри фінансів, банківської справи та страхування Державного біотехнологічного університету.

## Праці
Олександра Валеріївна автор більше ніж 200 наукових праць, в тому числі статті, що індексуються в наукометричних базах Scopus Web of Science - 8, 5 навчальних посібників, 20 монографій.
Наукові інтереси: стратегічне управління, маркетинговий менеджмент, конкурентоспроможний розвиток суб'єктів бізнесу, ринкові технології та бізнес аналітика, рекламний менеджмент, медіапростір.
Напрям наукових досліджень: стратегічне управління та механізми запровадження новітніх маркетингових інструментів для забезпечення конкурентоспроможного розвитку суб'єктів бізнесу.

## Відзнаки та нагороди
- диплом переможця XX обласного конкурсу «Вища школа Харківщини - кращі імена» в номінації «Молодий науковець року» (2018);
- подяка Департаменту науки і освіти Харківської обласної державної адміністрації (2018);
- грамота Голови Харківської профспілки працівників агропромислового комплексу (2018);
- стипендія Кабінету Міністрів України для молодих вчених (2018-2020);
- диплом переможця Харківської обласної державної адміністрації в галузі науки імені Олексія Ніканорович Соколовського (2019);
- стипендія Харківської обласної державної адміністрації в галузі науки імені Олексія Ніканоровича Соколовського (2019);
- подяка Харківського міського голови Г. А. Кернеса (2020);
- медаль Національної академії наук України для молодих вчених «Талант. Натхнення. Праця» (2021).